# چکیده (برنامه تلویزیونی)
چکیده (به انگلیسی Tabloid)یکی از اولین سری برنامه‌های خبری-اطلاع رسانی در تلویزیون کانادا بود که از سال ۱۹۵۳ تا ۱۹۵۹ به طور هفتگی پخش می‌شد و سپس به ۷۰۱ تغییر نام داد.سه فرد به عنوان مجری در این برنامه حضور یافتند.جویس داویدسون به عنوان اولین مجری و به مدت چهار سال،مکس فرگوسن به عنوان دومین مجری و به مدت دوسال و الین گراند به عنوان آخرین مجری و به مدت سه سال.